# Анусим

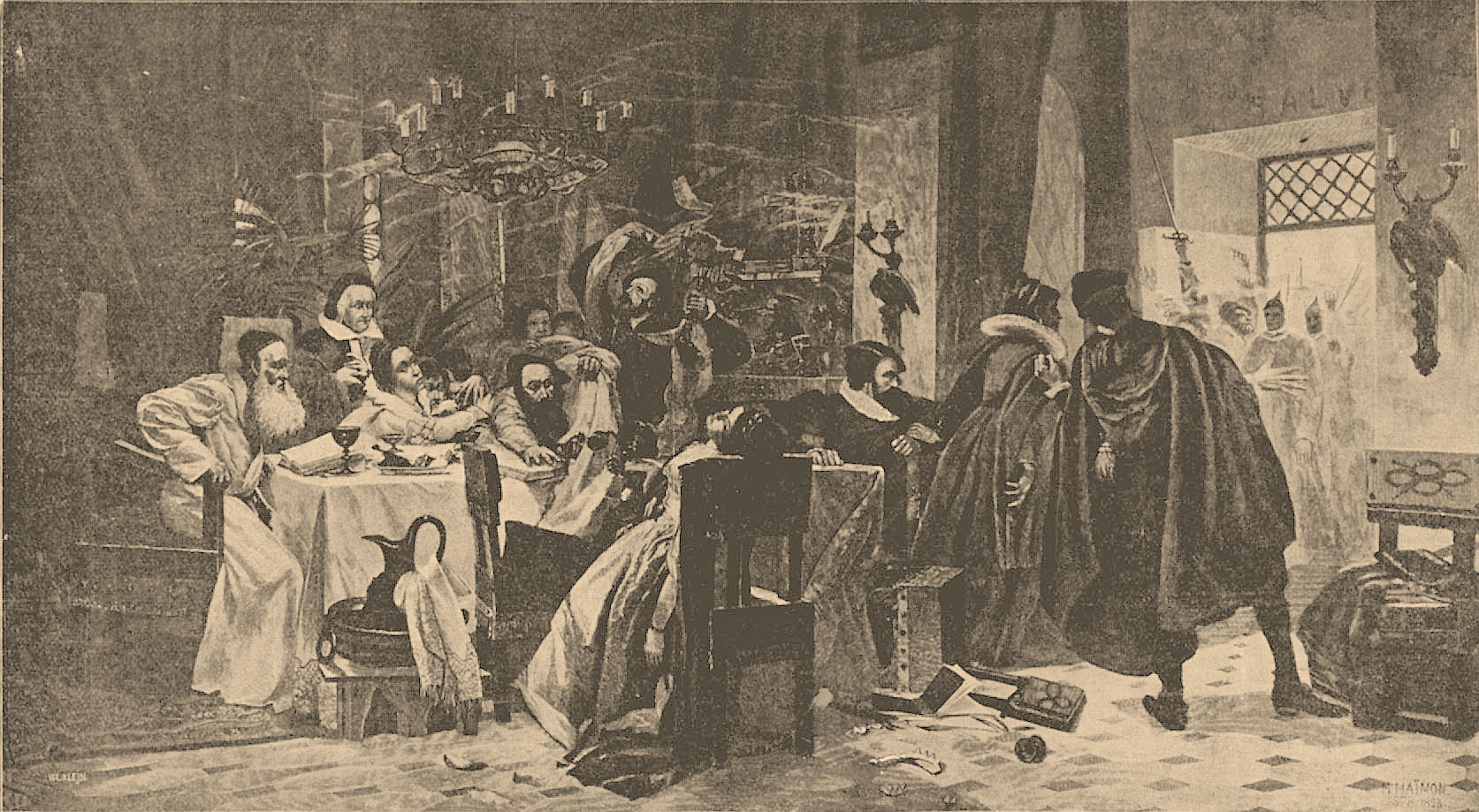
Марраны. Картина академика М. Л. Маймона.

Ануси́м (ивр. אֲנוּסִים‎, произносится [anuˈsim]; единственное число мужской род, ану́с, ивр. אָנוּס‎ произносится [aˈnus]; единственное число женский род, ануса́, ивр. אָנוּסָה‎ произносится [anuˈsa]) — евреи, которые были вынуждены принять другую религию, однако в той или иной мере соблюдавшие предписания иудаизма. Термин анусим стал широко использоваться после насильственного обращения в христианство ашкеназов в XI веке в Германии.
Анусим с иврита буквально переводится как «принуждённые».